# Ma mère préfère les femmes (surtout les jeunes...)
Pour plus de détails, voir Fiche technique et Distribution.
Ma mère préfère les femmes (surtout les jeunes...) (A mi madre le gustan las mujeres) est un film espagnol réalisé par Daniela Fejerman et Inés París, sorti en 2002.

## Synopsis
Trois sœurs retrouvent leur mère, pianiste divorcée, pour célébrer son anniversaire. Celle-ci leur présente sa nouvelle compagne.

## Fiche technique
- Titre : Ma mère préfère les femmes (surtout les jeunes...)
- Titre original : A mi madre le gustan las mujeres
- Réalisation : Daniela Fejerman et Inés París
- Scénario : Daniela Fejerman et Inés París
- Musique : Juan Bardem
- Photographie : David Omedes
- Montage : Fidel Collados
- Production : Fernando Colomo et Beatriz de la Gándara
- Société de production : Fernando Colomo Producciones Cinematográficas
- Pays :  Espagne
- Genre : Comédie dramatique
- Durée : 96 minutes
- Dates de sortie : 
  -  Espagne : 11 janvier 2002
  -  France : 20 novembre 2002

## Distribution
- Leonor Watling : Elvira
- Rosa Maria Sardà  : Sofía
- María Pujalte : Gimena
- Silvia Abascal : Sol
- Eliska Sirová : Eliska
- Chisco Amado : Miguel
- Xabier Elorriaga : Carlos
- Álex Angulo : Bernardo
- Aitor Mazo : Ernesto
- Sergio Otegui : Javier
- Carla Calparsoro : Gloria

## Distinctions
Le film a été nommé pour 3 prix Goya : Meilleur nouveau réalisateur, Meilleure actrice pour Leonor Watling et Meilleure musique.